# Star Wars Eclipse
Star Wars Eclipse, auch Star Wars: Eclipse, ist ein angekündigtes Action-Adventure-Spiel, das von Quantic Dream in Kooperation mit Lucasfilm Games entwickelt und von Quantic Dream selbst veröffentlicht wird. Es wurde am 9. Dezember 2021 während den The Game Awards 2021 mit einem Trailer vorgestellt. Das Spiel findet zur Zeit der hohen Republik im Star-Wars-Universum statt.

## Spielprinzip
Star Wars Eclipse soll eine Mischung aus den für Quantic Dream typischen Spieldesign innewohnen, als auch  Action-Gameplay-Elemente innehaben. Wie das vorherige Spiel von Quantic Dream, Detroit:Become Human, gibt es in Star Wars Eclipse zum einen mehrere Erzählstränge bzw. Storypfade, was den Wiederspielwert erhöht, außerdem wird es in Star Wars Eclipse mehrere Spielercharaktere (PC) geben. So wird es wie bei Detroit:Become Human kein Game Over im Spiel geben, wenn ein Spieler verstorben ist, sondern ein Erzählstrang mit einem anderen Spielercharakter fortgeführt. Dementsprechend hat jede Entscheidung des Spielers Einfluss auf den weiteren Fortgang der Story.

## Handlung
Star Wars Eclipse handelt zur Zeit der hohen Republik, etwa 200 Jahre vor der Handlung von Star Wars: Episode I – Die dunkle Bedrohung, im Outer Rim. Das Spiel wird neue Planeten sowie neue Spezies vorstellen.
Ein Ensemble Cast, der aus spielbaren Charakteren besteht, die sich untereinander beeinflussen, soll die Story ausmachen.

## Entwicklung
Im Jahr 2022 war der Entwickler, die Aktiengesellschaft Quantic Dream vom bisherigen Anteilseigner NetEase für ca. 100 Millionen Euro erworben worden. Vor der Übernahme hatte Quantic Dream Probleme, genügend Personal für die Entwicklung von Star Wars: Eclipse zu rekrutieren. NetEase gibt Quantic Dream  keine Veröffentlichungsvorgaben bzw. Releasefristen seiner Spiele.
Stand Februar 2023 befand sich das Spiel noch in einer frühen Phase der Entwicklung. Es wird in Paris und Montreal entwickelt.
Im Jahr 2024 verließ mit Adam Williams der Lead Writer bzw. Hauptautor von Star Wars Eclipse das Studio Quantic Dream, um sich selbstständig zu machen.
Auf der Internet-Vertriebsplattform Instant Gaming wurde als Release-Termin 2027 angegeben.